# Eilema carbonaria
Eilema carbonaria är en fjärilsart som beskrevs av De Toulgoët 1956. Eilema carbonaria ingår i släktet Eilema och familjen björnspinnare. Inga underarter finns listade i Catalogue of Life.